# Deutsche Freiheitsbibliothek
A Deutsche Freiheitsbibliothek (Biblioteca Alemã da Liberdade) ou "Bibliothek der verbrannten Bücher" (Biblioteca dos Livros Queimados) foi uma biblioteca inaugurada em Paris, a 10 de maio de 1934, pelo escritor alemão exilado Heinrich Mann, em resposta à Queima de livros promovida um ano antes pelos nazistas.

## Histórico
Uma das propostas de Goebbels para demonstrar a hegemonia cultural do Nazismo, a Bücherverbrennung deveria parecer como manifestação espontânea das comunidades universitárias da Alemanha. Assim, com patrocínio direto das ligas estudantis, e apoio dos professores, obras de escritores como Erich Maria Remarque, Karl Marx, Thomas Mann e o próprio Heinrich Mann foram atiradas ao fogo em diversas cidades do país, a 10 de maio de 1933.
A intenção de Mann era demonstrar que o verdadeiro espírito alemão não havia sido destruído pelas fogueiras de Adolf Hitler, no que encontrou apoio de outros intelectuais. Além de Mann, destacou-se a participação de Alfred Kerr e Egon Erwin Kisch. Foram reunidos mais de onze mil volumes. Alfred Kantorowicz escreveu, no prefácio da antologia dos autores "Banidos e Queimados", de 1947:

Este não foi um ato espontâneo, mas sim uma deliberada e cuidadosamente organizada ação do estado nazista. Como o Incêndio do Reichstag de 28 de fevereiro de 1933, uma ação de terror contra os antifascistas, e o boicote aos judeus de 1 de abril de 1933 foram a abertura para os massacres e pilhagens, a dissolução das Gewerkschaften (uniões) de 2 de maio de 1933 foi a proclamação da opressão social, que culminou no "auto-de-fé" do dia 10 de maio e o início do terrorismo e barbárie oficialmente perpretados na Alemanha.— Kantorowicz, 1947